# La Bénisson-Dieu
La Bénisson-Dieu est une commune française située dans le département de la Loire, en région Auvergne-Rhône-Alpes.
La commune est membre de l'Association des communes de France aux noms burlesques et chantants.

## Géographie
La Bénisson-Dieu est baignée par la Teyssonne.
Les restes préhistoriques d'un Anthracotherium ont été découverts sur le territoire de la commune.

### Climat
Pour des articles plus généraux, voir Climat d'Auvergne-Rhône-Alpes et Climat de la Loire.
En 2010, le climat de la commune est de type climat océanique dégradé des plaines du Centre et du Nord, selon une étude du Centre national de la recherche scientifique s'appuyant sur une série de données couvrant la période 1971-2000. En 2020, Météo-France publie une typologie des climats de la France métropolitaine dans laquelle la commune est exposée à un climat de montagne ou de marges de montagne et est dans la région climatique Centre et contreforts nord du Massif Central, caractérisée par un air sec en été et un bon ensoleillement.
Pour la période 1971-2000, la température annuelle moyenne est de 10,6 °C, avec une amplitude thermique annuelle de 16,9 °C. Le cumul annuel moyen de précipitations est de 772 mm, avec 11 jours de précipitations en janvier et 7,6 jours en juillet. Pour la période 1991-2020, la température moyenne annuelle observée sur la station météorologique de Météo-France la plus proche, « Charlieu », sur la commune de Charlieu à 10 km à vol d'oiseau, est de 11,6 °C et le cumul annuel moyen de précipitations est de 769,3 mm,. Pour l'avenir, les paramètres climatiques de la commune estimés pour 2050 selon différents scénarios d'émission de gaz à effet de serre sont consultables sur un site dédié publié par Météo-France en novembre 2022.

## Urbanisme

### Typologie
Au 1er janvier 2024, La Bénisson-Dieu est catégorisée commune rurale à habitat dispersé, selon la nouvelle grille communale de densité à sept niveaux définie par l'Insee en 2022.
Elle est située hors unité urbaine. Par ailleurs la commune fait partie de l'aire d'attraction de Roanne, dont elle est une commune de la couronne,. Cette aire, qui regroupe 88 communes, est catégorisée dans les aires de 50 000 à moins de 200 000 habitants,.

### Occupation des sols
L'occupation des sols de la commune, telle qu'elle ressort de la base de données européenne d’occupation biophysique des sols Corine Land Cover (CLC), est marquée par l'importance des territoires agricoles (81,6 % en 2018), une proportion sensiblement équivalente à celle de 1990 (81,8 %). La répartition détaillée en 2018 est la suivante : prairies (61,8 %), zones agricoles hétérogènes (17,1 %), forêts (15,4 %), zones urbanisées (3 %), terres arables (2,7 %). L'évolution de l’occupation des sols de la commune et de ses infrastructures peut être observée sur les différentes représentations cartographiques du territoire : la carte de Cassini (XVIIIe siècle), la carte d'état-major (1820-1866) et les cartes ou photos aériennes de l'IGN pour la période actuelle (1950 à aujourd'hui).

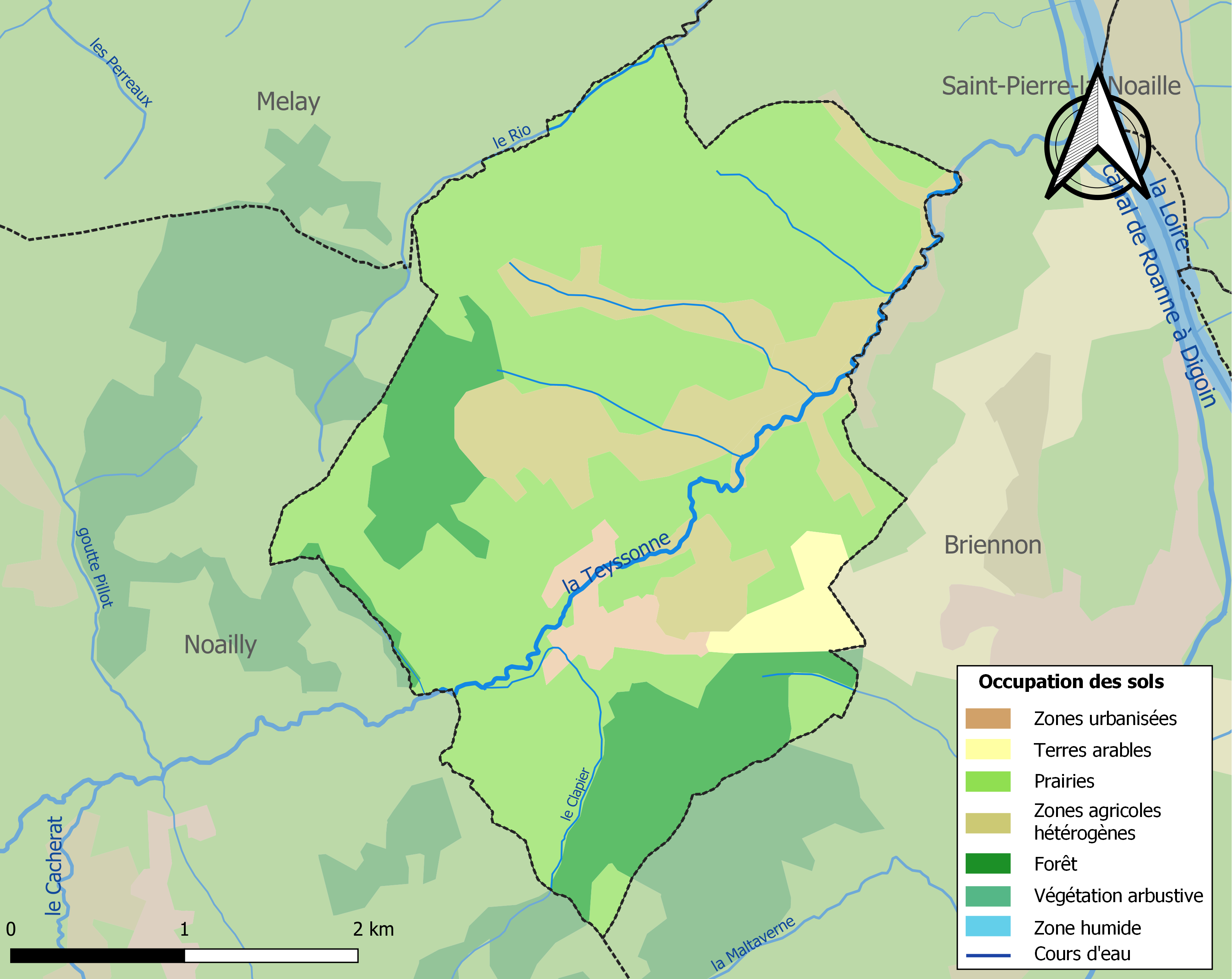
Carte des infrastructures et de l'occupation des sols de la commune en 2018 (CLC).

## Toponymie
Le nom de la commune est tiré du latin Benedictio Dei, signifiant « la bénédiction de Dieu ».

## Histoire
Le chanoine Jean-Marie de La Mure, dans son Histoire du Forez (1674), rapporte les premiers éléments historiques.
L'histoire de La Bénisson-Dieu prend source lors de la fondation de l'abbaye le 29 septembre 1138 par Albéric, disciple de Bernard de Clairvaux. Le site présente alors les caractéristiques classiques pour la fondation d'une abbaye cistercienne. Une abbaye est érigée avec son église abbatiale.
Vers 1500, l'abbaye est gérée sous forme de commende et Pierre de La Fin lui adjoint un clocher fortifié ainsi qu'une flèche surplombant le chœur.
Le 3 juillet 1612, l'abbaye d'hommes, ruinée par les guerres, devient une abbaye de femmes avec à sa tête Françoise de Nérestang, fille de Philibert de Nérestang ancien ligueur, rallié antérieurement au roi de France Henri IV, assassiné en 1610. L'abbaye en ruine est alors restaurée, remaniée et dotée d'une chapelle baroque, achevée en 1651.
Sous la Révolution, l'abbaye ruinée est évacuée. Ses bâtiments sont vendus et les bâtiments conventuels sont démantelés pour servir de carrière de pierres. Quelques années plus tard, l'église est rachetée par les habitants et devient l'église paroissiale. La Bénisson-Dieu n'était alors qu'un hameau situé sur la commune de Briennon. Le 28 juin 1847, le roi Louis-Philippe érige la commune de La Bénisson-Dieu en définissant les limites sur les communes voisines de Noailly à l'est et Briennon à l'ouest.
L'abbé Dard a écrit une histoire très complète de l'abbaye, publiée en 1880 puis rééditée.
Lors de la révolution industrielle du XIXe siècle, la commune se développe et se dote d'une activité de fabrication de briques et de tuiles qui s'arrête au milieu du XXe siècle. L'activité agricole se transforme, passant alors de la polyculture à l'élevage bovin.

## Politique et administration
| Période                                  | Période  | Identité            | Étiquette | Qualité |
| ---------------------------------------- | -------- | ------------------- | --------- | ------- |
| Les données manquantes sont à compléter. |          |                     |           |         |
| 1948                                     | 1973     | Victor Charrier     |           |         |
| 1973                                     | 1977     | Charles Crétin      |           |         |
| 1977                                     | 1989     | Jean Grdjan         |           |         |
| 1989                                     | 1995     | Daniel Durand       |           |         |
| 1995                                     | 2018     | Jean-Luc Favard     |           |         |
| 2018                                     | mai 2020 | Jean-Paul Grouiller |           |         |
| mai 2020                                 | En cours | Alain Godinot       |           | Artisan |

## Démographie
L'évolution du nombre d'habitants est connue à travers les recensements de la population effectués dans la commune depuis 1851. Pour les communes de moins de 10 000 habitants, une enquête de recensement portant sur toute la population est réalisée tous les cinq ans, les populations de référence des années intermédiaires étant quant à elles estimées par interpolation ou extrapolation. Pour la commune, le premier recensement exhaustif entrant dans le cadre du nouveau dispositif a été réalisé en 2008.

En 2022, la commune comptait 425 habitants, en évolution de +1,92 % par rapport à 2016 (Loire : +1,32 %, France hors Mayotte : +2,11 %).
| 1851 | 1856 | 1861 | 1866 | 1872 | 1876 | 1881 | 1886 | 1891 |
| ---- | ---- | ---- | ---- | ---- | ---- | ---- | ---- | ---- |
| 651  | 660  | 658  | 692  | 714  | 763  | 703  | 648  | 647  |

| 1896 | 1901 | 1906 | 1911 | 1921 | 1926 | 1931 | 1936 | 1946 |
| ---- | ---- | ---- | ---- | ---- | ---- | ---- | ---- | ---- |
| 595  | 562  | 569  | 603  | 506  | 551  | 555  | 563  | 393  |

| 1954 | 1962 | 1968 | 1975 | 1982 | 1990 | 1999 | 2006 | 2008 |
| ---- | ---- | ---- | ---- | ---- | ---- | ---- | ---- | ---- |
| 406  | 357  | 369  | 364  | 402  | 391  | 444  | 444  | 444  |

| 2013 | 2018 | 2022 | - | - | - | - | - | - |
| ---- | ---- | ---- | - | - | - | - | - | - |
| 432  | 418  | 425  | - | - | - | - | - | - |

## Lieux et monuments
- L'abbaye de La Bénisson-Dieu est une abbaye cistercienne fondée au XIIe siècle. De l'église abbatiale, il ne reste plus qu'une nef centrale intégrée dans l'église paroissiale actuelle. C'est une construction typique de la période de transition entre les styles roman et gothique. Elle présente des fresques, des statues, des sculptures et des vitraux anciens en grisaille avec une jolie rosace. Une chapelle baroque date du XVIIe siècle. Des visites guidées sont proposées.
- Le village compte des maisons construites en pierres jaunes en pisé, comme la maison notariale au centre du village. Toujours dans le centre, quelques maisons ont les murs montés à partir de tuiles de rebut, souvenir de l'activité tuilière, dont un autre vestige est la cheminée de la briqueterie Boiron, encore visible dans le village.
- Sur les hauteurs et au sud du bourg se trouvent le château de Montcorbier et le château de Montaudry, construits par la famille Godinot[réf. souhaitée] au XIXe siècle.

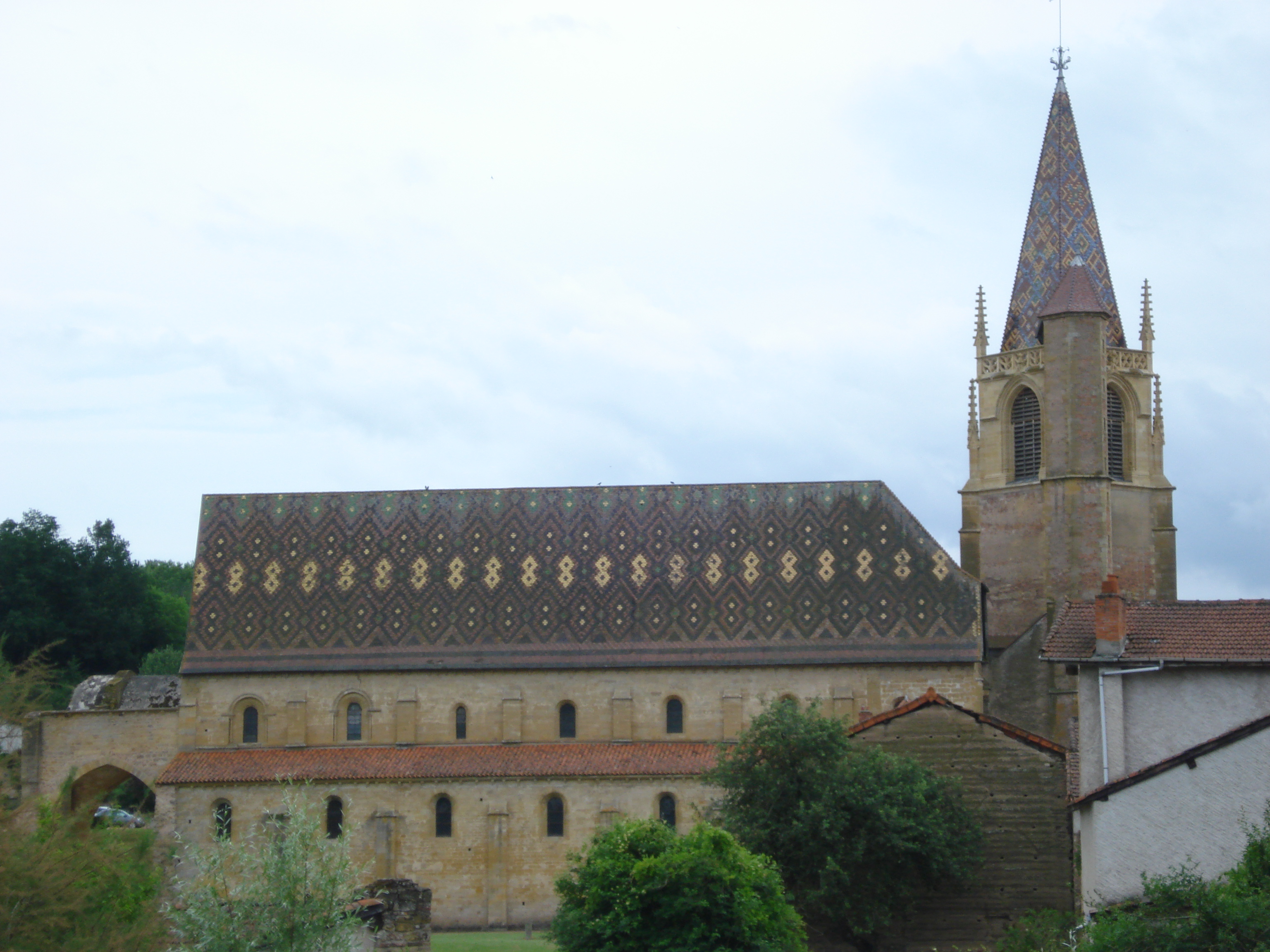
L'église vue du nord.
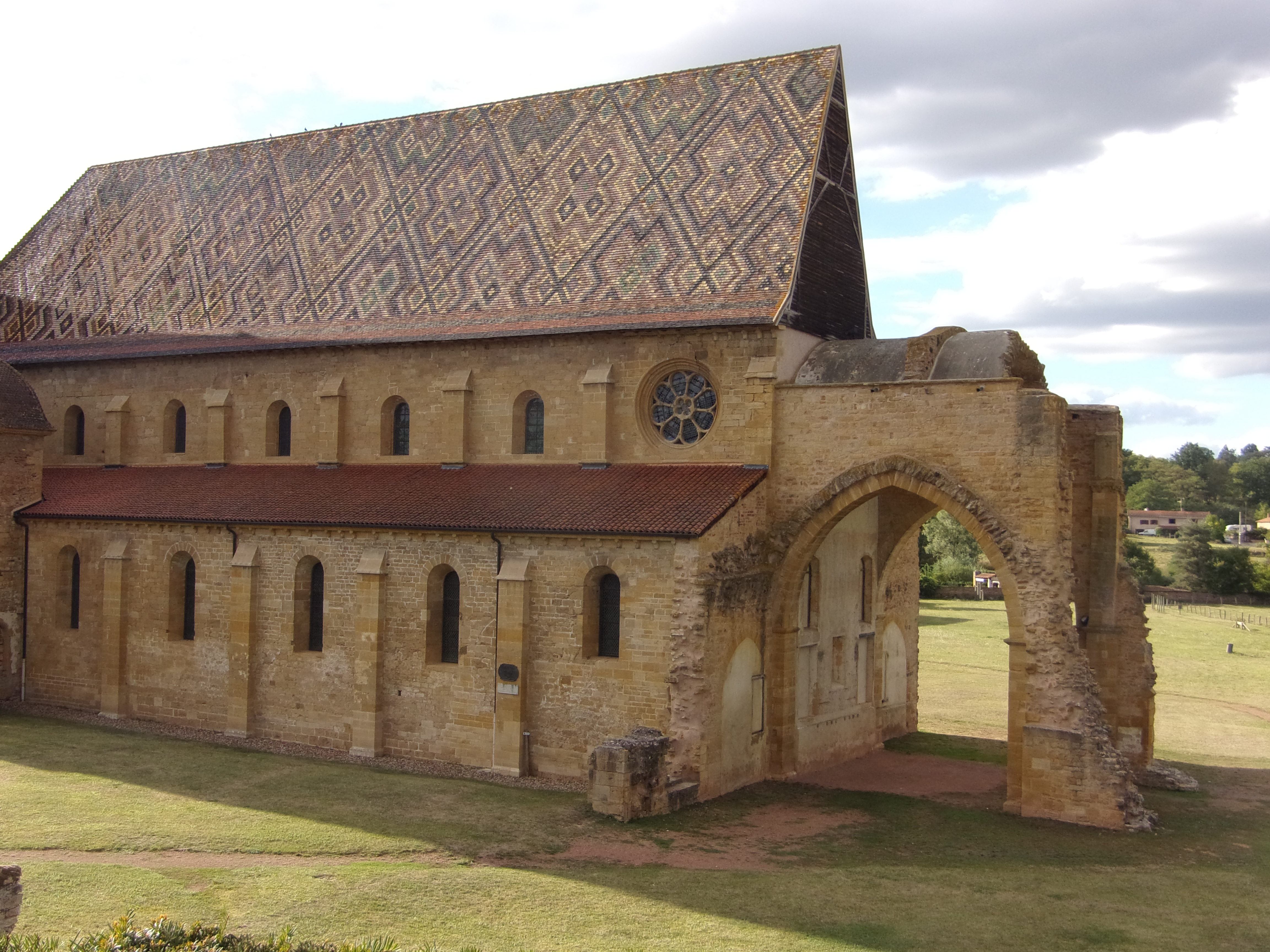
L'église vue du sud.
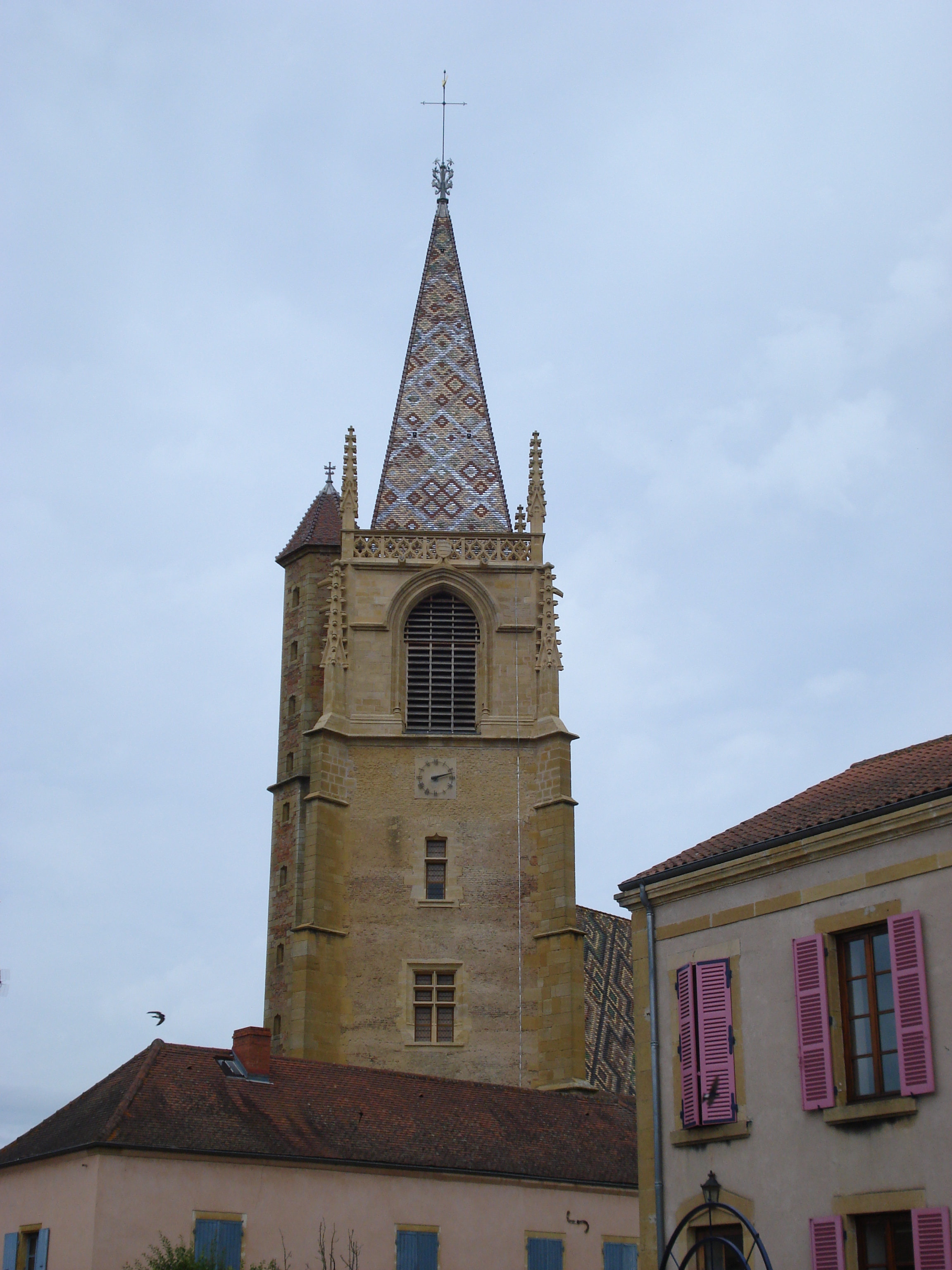
Clocher de l'église.

## Personnalités liées à la commune
- Guigues II, comte de Forez et Lyonnais de 1138 à 1198, meurt douze ans après son règne au monastère de La Bénisson-Dieu[20],[21].